# Bash at the Beach 1998
Bash at the Beach 1998 fu un evento in pay per view della federazione di wrestling statunitense WCW; si svolse il 12 luglio 1998 presso la Cox Arena di San Diego, California, Stati Uniti.

## Descrizione
Prima dell'inizio ufficiale del pay-per-view, Villano IV & Villano V sconfissero Damien & Ciclope in un dark match non trasmesso in televisione.
Il primo match di questa edizione di Bash at the Beach fu un Raven's Rules Match, senza squalifiche, tra Raven e Saturn. Verso la fine dell'incontro, Kanyon interferì aggredendo Raven. Tuttavia, anche Riggs tentò di interferire attaccando Saturn, e questo permise a Raven di colpire Saturn con un DDT ed ottenere la vittoria.
Il secondo match vide Juventud Guerrera sconfiggere Kidman, dopo essere riuscito a sfuggire alla mossa finale dell'avversario, una Shooting Star Press.
L'incontro successivo avrebbe dovuto essere quello tra Stevie Ray e Chavo Guerrero Jr.. Tuttavia, prima del match, Eddie Guerrero arrivò con un paio di forbici in mano. Mentre Ray e Chavo si stringevano la mano prima di iniziare l'incontro, Chavo si chiamò fuori e disse invece di essere pronto per sfidare Eddie in un Hair vs. Hair Match. Quando l'arbitro Charles Robinson vide Chavo con le forbici, tentò di strappargliele di mano, e quindi Eddie sfruttò l'opportunità dell'avversario distratto per schienarlo da dietro con una culla rovesciata. Dopo il match, Chavo aggredì Eddie alle spalle, e poi proseguì a raparlo a zero.
Il prossimo match, che non era stato precedentemente annunciato, vide Konnan scontrarsi con Disco Inferno. Durante il match, Alex Wright cercò di interferire a favore di Inferno, tuttavia Lex Luger lo aggredì e lo imprigionò nella sua mossa di sottomissione Torture Rack. Quando l'arbitro tentò di dividere Luger e Wright, e li fece uscire dal ring, Kevin Nash colse al volo l'opportunità di colpire Inferno con una Jacknife Powerbomb, permettendo così a Konnan di vincere per sottomissione applicando la sua mossa Tequila Sunrise sull'esanime Inferno.
The Giant sconfisse Kevin Greene, un giocatore di football americano, dopo averlo colpito con una chokeslam.
Il successivo fu un altro match non annunciato per il WCW Cruiserweight Championship. Al campione Chris Jericho fu detto da J.J. Dillon che avrebbe dovuto difendere il titolo contro uno sfidante locale. Jericho accettò a condizione che la difesa avvenisse in un no disqualification match. Dillion allora rivelò che lo sfidante misterioso era Rey Misterio Jr. Durante il match, Dean Malenko interferì in favore di Misterio distraendo Jericho, permettendo a Misterio di ottenere la vittoria e la cintura di campione.
L'incontro seguente fu tra il campione WCW World Television Booker T e lo sfidante Bret Hart. Hart fu squalificato per aver colpito Booker con una sedia mentre stavano lottando fuori dal ring.
Nel penultimo match della serata, Goldberg sconfisse Curt Hennig, mantenendo il titolo WCW World Heavyweight Championship.
Il main event fu il tag team match Hollywood Hogan & Dennis Rodman contro Diamond Dallas Page & Karl Malone. Il match terminò quando The Disciple saltò sul ring aggredendo Page, permettendo così a Hogan di schienarlo. Dopo il match, l'evento terminò con la celebrazione della vittoria da parte dei membri del New World Order.

## Risultati
| N.         | Match | Stipulazione                                           | Durata |
| ---------- | --- | ------------------------------------------------------ | ------ |
| Dark match | Villano IV & Villano V sconfiggono Damien & Ciclope | Tag team match                                         | 07:51  |
| 1          | Raven (con Riggs & Lodi) sconfigge Saturn | Raven's Rules Match                                    | 10:40  |
| 2          | Juventud Guerrera sconfigge Kidman | Single match                                           | 09:55  |
| 3          | Stevie Ray sconfigge Chavo Guerrero Jr. | Single match                                           | 01:35  |
| 4          | Eddie Guerrero sconfigge Chavo Guerrero Jr. (Al termine del match, Chavo si rasa a zero da solo) | Hair versus Hair Match                                 | 11:54  |
| 5          | Konnan (con Lex Luger & Kevin Nash) sconfigge Disco Inferno (con Alex Wright) | Single match                                           | 02:16  |
| 6          | The Giant sconfigge Kevin Greene | Single match                                           | 06:58  |
| 7          | Rey Misterio sconfigge Chris Jericho (Misterio schienò Jericho, ma il titolo venne restituito a Jericho la sera successiva a WCW Monday Nitro, a causa delle interferenze nel match da parte di Dean Malenko) | Single match per il WCW Cruiserweight Championship     | 06:00  |
| 8          | Booker T sconfigge Bret Hart (Hart viene squalificato dopo aver colpito Booker con una sedia d'acciaio) | Single match per il WCW World Television Championship  | 08:28  |
| 9          | Goldberg sconfigge Curt Hennig | Single match per il WCW World Heavyweight Championship | 03:50  |
| 10         | Hollywood Hogan & Dennis Rodman (con The Disciple) sconfiggono Diamond Dallas Page & Karl Malone | Tag team match                                         | 23:47  |

Altre personalità presenti
| Ruolo          | Nome:                |
| -------------- | -------------------- |
| Commentatori   | Tony Schiavone       |
| Commentatori   | Bobby Heenan         |
| Commentatori   | Mike Tenay           |
| Arbitri        | Randy Anderson       |
| Arbitri        | Mickie Henson        |
| Intervistatori | "Mean" Gene Okerlund |
| Annunciatori   | David Penzer         |
| Annunciatori   | Michael Buffer       |

## Conseguenze
La sera dopo l'evento, nella puntata di Monday Nitro, il World Cruiserweight Championship tornò a Jericho, a causa dell'interferenza di Dean Malenko durante il match, in quanto secondo il regolamento della WCW, se un lottatore che era stato sospeso interferiva in un match per il titolo, il passaggio del titolo era da considerarsi nullo.